# Poscante
Poscante [posˈkante] (Poscànt [posˈkant] in dialetto bergamasco, dal latino Post Cantum) è una frazione del comune bergamasco di Zogno posta in altura rispetto al centro abitato.

## Storia
La località è un piccolo villaggio agricolo di antica origine, da sempre costituito in comune e parrocchiale di San Giovanni Battista.
Il paese annesse Endenna, Grumello de' Zanchi e Somendenna su ordine di Napoleone, ma gli austriaci annullarono la decisione al loro arrivo nel 1815 con il Regno Lombardo-Veneto.
Dopo l'unità d'Italia il paese crebbe da millecinquecento a duemilacinquecento abitanti. Fu il fascismo a decidere la soppressione del comune unendolo a Zogno, tranne una frazione che passò a Nese.